# 게릴라 마케팅

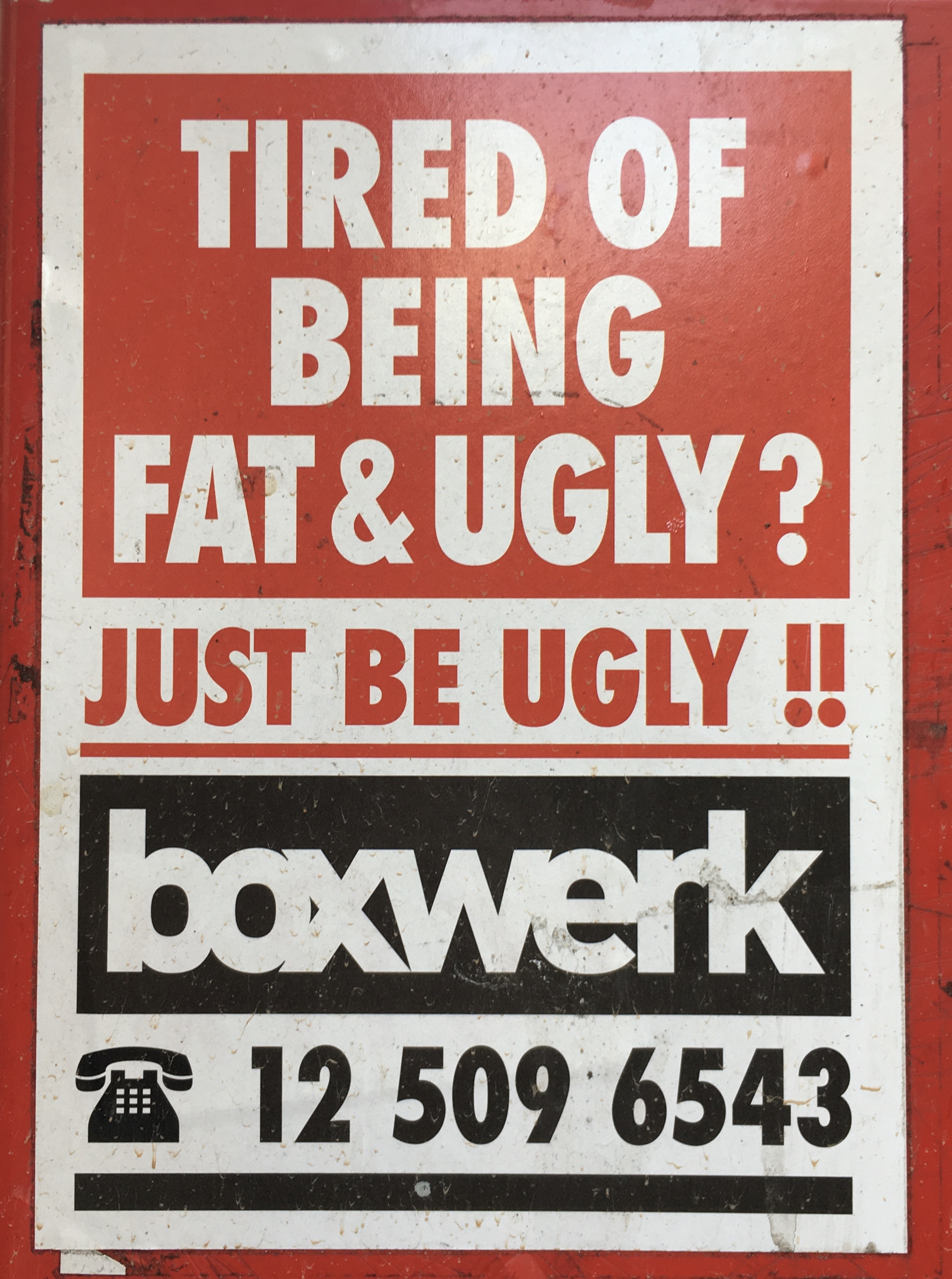

게릴라 마케팅(Guerrilla marketing)은 회사가 제품이나 서비스를 홍보하기 위해 관습에 얽매이지 않는 상호 작용을 사용하는 광고 전략이다. 일종의 홍보이다. 이 용어는 제이 코너드 레빈슨(Jay Conrad Levinson)의 1984년 저서 게릴라 마케팅에 의해 대중화되었다.
게릴라 마케팅은 잠재 고객과 직접 접촉하기 위해 여러 기법과 관행을 사용한다. 이 상호 작용의 목표 중 하나는 고객에게 감정적 반응을 일으키는 것이며 마케팅의 궁극적인 목표는 사람들이 익숙한 방식과 다른 방식으로 제품이나 브랜드를 기억하도록 유도하는 것이다.
인쇄물, 라디오, 텔레비전, 다이렉트 메일과 같은 전통적인 광고 매체 채널이 인기를 잃어감에 따라 마케터와 광고주는 소비자에게 상업적 메시지를 전달할 새로운 전략을 찾아야 한다는 압박감을 느꼈다. 게릴라 마케팅은 제품이나 브랜드에 대한 극적인 인상을 주기 위해 소비자를 놀라게 하는 데 중점을 둔다. 이것은 차례로 마케팅되는 제품에 대한 소문을 만든다. 제품 또는 서비스에 대한 소비자의 참여를 높이는 광고 방법이며 기억에 남는 경험을 만들도록 설계되었다. 기억에 남는 경험을 만들어 소비자나 캠페인과 상호 작용한 사람이 친구에게 제품에 대해 이야기할 가능성도 높아진다. 따라서 입소문을 통해 광고되는 제품이나 서비스는 처음에 예상했던 것보다 더 많은 사람들에게 도달한다.
게릴라 마케팅은 상대적으로 저렴하며 빈도보다는 도달 범위에 더 중점을 둔다. 게릴라 캠페인이 성공하기 위해 회사는 일반적으로 많은 돈을 쓸 필요가 없지만 상상력, 에너지 및 시간이 필요하다. 따라서 게릴라 마케팅은 중소기업, 특히 대기업과 경쟁하는 경우에 효과적일 가능성이 있다.
소비자에게 보내는 메시지는 종종 명확하고 간결하게 디자인된다. 구매 결정은 종종 무의식에 의해 이루어지기 때문에 이러한 유형의 마케팅은 무의식에도 작용한다. 제품이나 서비스를 무의식적으로 유지하려면 반복이 필요하므로 제품에 대한 입소문이 생기고 친구들과 공유되면 이 메커니즘이 반복을 가능하게 한다.

## 같이 보기
- 고객 경험
- 모바일 마케팅